# Macrothele segmentata
Espèce
Macrothele segmentata est une espèce d'araignées mygalomorphes de la famille des Macrothelidae.

## Distribution
Cette espèce est endémique de l'île de Penang au Penang en Malaisie,.

## Description
La femelle holotype mesure 10 mm.

## Publication originale
- Simon, 1892 : Études arachnologiques. 24e Mémoire. XXXIX. Descriptions d'espèces et de genres nouveaux de la famille des Aviculariidae (suite). Annales de la Société entomologique de France, vol. 61, p. 271-284 (texte intégral).